# 21311 Сервій
21311 Сервій (21311 Servius) — астероїд головного поясу, відкритий 4 грудня 1996 року.
Тіссеранів параметр щодо Юпітера — 3,631.
Названо на честь Сервія Туллія (лат. Servius Tullius; *? — †535 до н. е.) — шостого царя стародавнього Риму (578 — 535 до н. е.).